# Wilhelm Fischer (Politiker, 1906)

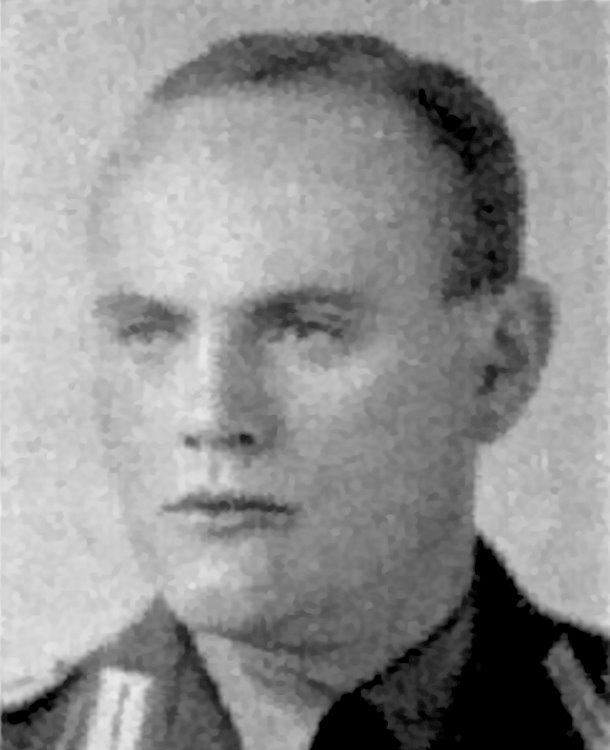
Wilhelm Fischer 1933

Wilhelm Fischer (* 29. März 1906 in Niederalbaum, jetzt Kirchhundem; † 25. August 1965 in Iserlohn) war ein deutscher Politiker (NSDAP).

## Leben und Wirken
Fischer war der Sohn des Werkmeisters Bernhard Fischer. Nach dem Besuch der Volksschule in Albaum und der Rektoratsschule in Altenhundem verdiente er seinen Lebensunterhalt zunächst von 1920 bis 1926 als Fabrikarbeiter und dann bis 1932 als Bergmann.
Wilhelm Fischer trat zum 1. Januar 1931 der NSDAP bei (Mitgliedsnummer 415.342), NSDAP-Ortsgruppe Silberg. In der Partei übte er die Ämter als Kreispropagandaleiter und Kreisorganisationsleiter (1932) aus. 1932 war er Kandidat für den Preußischen Landtag und den Reichstag. Er betätigte sich als Herausgeber des "Sauerländer Boten" (1932/33), eines antisemitischen Hetzblattes.
In der NSDAP übernahm Fischer Aufgaben als Kreisleiter im Kreis Olpe (Oktober 1932 bis Juli 1940 und Dezember 1940 bis April 1943), wo er auch dem Kreisausschuss angehörte, und als Beauftragter der NSDAP. Von November 1933 bis zum Ende der NS-Herrschaft im Frühjahr 1945 saß Fischer zudem als Abgeordneter für den Wahlkreis 18 (Westfalen Süd) im nationalsozialistischen Reichstag. Daneben war er 1933 Mitglied des Westfälischen Provinziallandtags und stellvertretendes Mitglied des Provinzialausschusses.
Von Juli 1940 bis Dezember 1940 war Wilhelm Fischer bei der Waffen-SS, ab 10. Oktober 1940 SS-Rottenführer und ab 1. November 1940 SS-Unterscharführer. Vom 12. Dezember 1940 bis zum 7. Juli 1941 hatte er wegen eines Herzfehlers Arbeitsurlaub, am 8. November 1941 wurde er freigestellt.
Am 14. Mai 1945 stellte sich Wilhelm Fischer den US-Truppen. Er wurde vom 19. Mai 1945 bis 11. November 1947 im Lager Staumühle bei Paderborn und in Recklinghausen (ab 11. Oktober 1946) interniert. Die 8. Spruchkammer des Spruchgerichts Recklinghausen verurteilte ihn am 11. November 1947 zu drei Jahren Gefängnis, worauf die Internierung voll angerechnet worden ist.
Fischer war ab 1934 mit Maria Kellermann verheiratet. Als er nach dem Zweiten Weltkrieg in Iserlohn lebte, heiratete er ein zweites Mal. 1933 war er Schützenkönig in seinem Heimatdorf Albaum.